# T34 Calliope
Pour les articles homonymes, voir Calliope (homonymie).
Ne doit pas être confondu avec T-34.

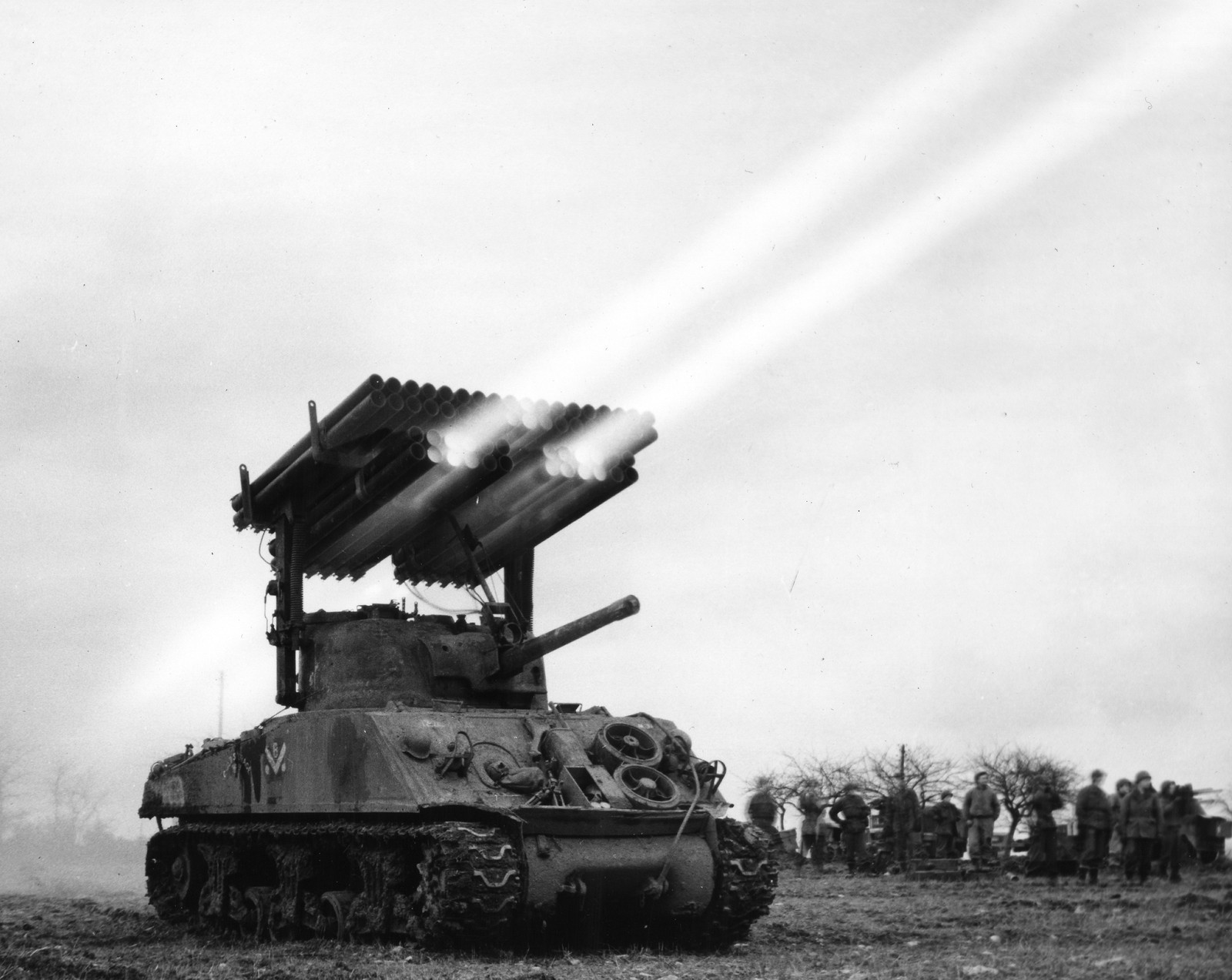
T34 Calliope en France.

Le T34 Calliope est un char de combat M4 Sherman sur lequel est fixé un lance-roquettes multiple. Il fut employé par l'armée de terre des États-Unis pendant la Seconde Guerre mondiale. Il était notamment utile pour créer un tir de barrage.

## Historique
Il a été développé, produit en 1943 à un petit nombre d'exemplaires et utilisé principalement par la 2e division blindée américaine « Hell on Wheels » en France en août 1944.

## Étymologie
Ce char porte le nom d'un calliope, une sorte d'orgue à vapeur.

## Variantes
- T34 Calliope : version comportant 60 tubes lance-roquettes de 4,5 pouces (114 mm) agencé avec un groupe de 36 tubes sur le dessus et deux autres groupes larguables de 12 tubes en bas ;
- T34E1 Calliope : idem que le T34 Calliope mais les groupes de 12 tubes larguables sont remplacés par des groupes de 14 tubes.
- T34E2 Calliope : le calibre des roquettes est augmenté, passant à 7,2 pouces (183 mm). Le nombre de tubes est toujours de 60.